# Antonio da Cividale
Antonio da Cividale, também conhecido como Antonius de Civitate Austrie, foi um compositor italiano.
Nascido ao que parece em Cividale del Friuli, geralmente é identificado com o Antonius de Civitato que em 1392 professou no Convento de São Domingos de Veneza, na época dirigido pelo beato Giovanni Dominici. Em torno de 1410 Cividale estava em Florença, onde Dominici havia se tornado prior de Santa Maria Novella. Sua produção conhecida se limita a cinco motetos, três partes de missa e cinco canções polifônicas, onde revela uma influência da música francesa e do compositor Johannes Ciconia. É um bom representante das correntes dominantes no norte da Itália no início do século XV. Pouco se sabe do impacto da sua produção na época, mas a preservação de obras suas em importantes manuscritos sugere que tenha tido um significativo prestígio. Segundo Reinhard Strohm, é possível que sua influência sobre a geração de Guillaume Dufay tenha se comparado à de Antonius Zacharias e Ciconia.